# Maximilian Gludau

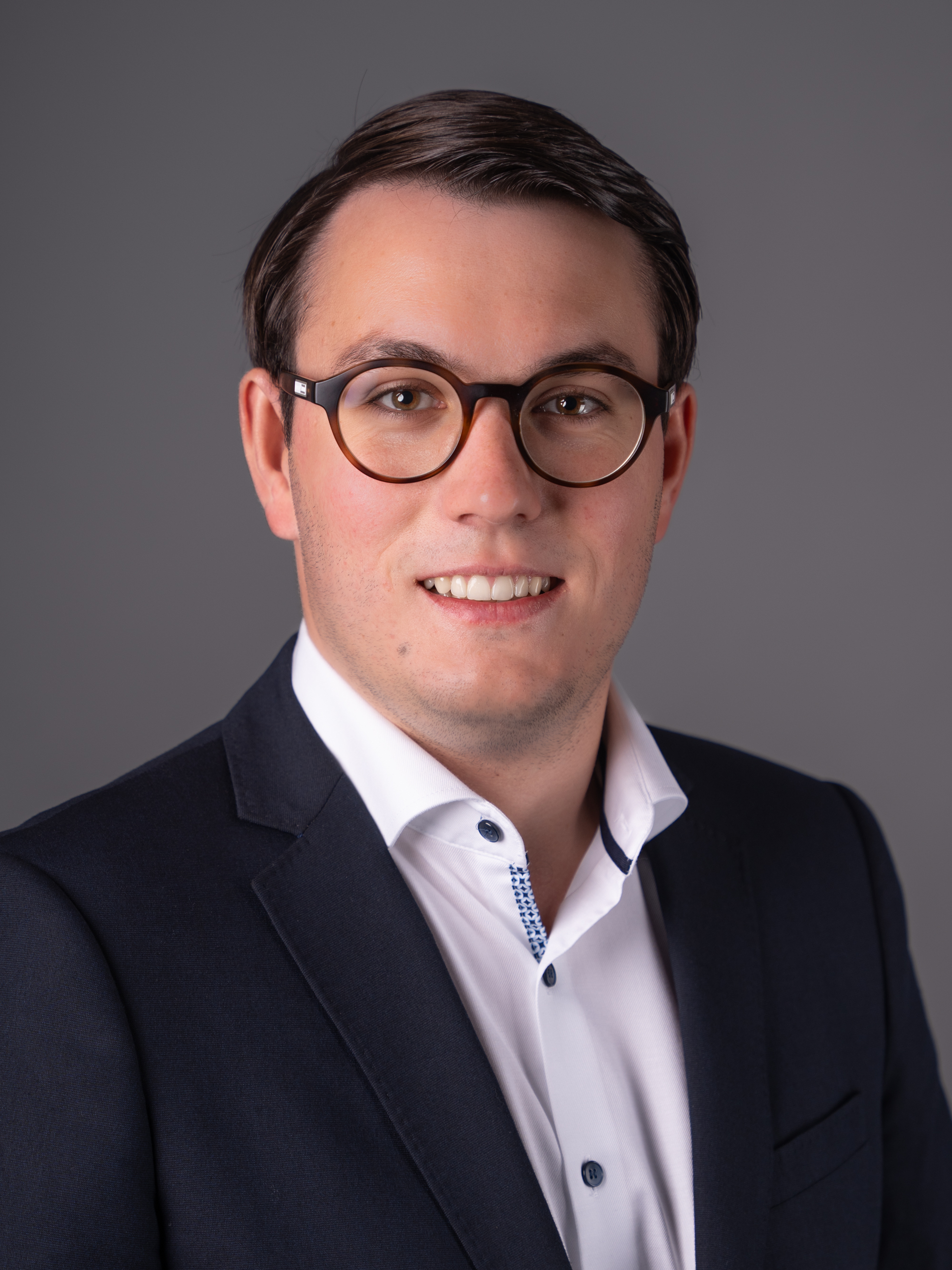
Maximilian Gludau (2023)

Maximilian Gludau (* 6. Oktober 1998 in Weißenfels) ist ein deutscher Politiker (FDP). Seit 2023 ist er Abgeordneter im Landtag von Sachsen-Anhalt.

## Leben
Gludau wuchs in seiner Geburtsstadt Weißenfels auf. Nach dem Besuch der Grundschule Leißling legte er 2017 am CJD Droyßig das Abitur ab. Seit 2017 studiert er Rechtswissenschaft; zunächst an der Martin-Luther-Universität Halle-Wittenberg, seit 2021 an der Europa-Universität Viadrina in Frankfurt (Oder).

## Politik
Gludau trat 2012 mit 14 Jahren den Jungen Liberalen und 2014, mit 16 Jahren, der FDP bei. Von 2013 bis 2020 war er mit Unterbrechung Beisitzer mit unterschiedlichen Zuständigkeiten im Landesvorstand der Jungen Liberalen Sachsen-Anhalt. Er ist seit 2017 Mitglied des Vorstands der FDP Sachsen-Anhalt und seit 2021 Vorsitzender der FDP im Burgenlandkreis. Davor war er von 2017 bis 2021 stellvertretender Kreisvorsitzender.
Bei der Kreistagswahl 2019 trat Gludau für die FDP im Burgenlandkreis an. Er verpasste bei einem Ergebnis von 3,5 % der Stimmen den Einzug in den Kreistag und agiert seitdem als sachkundiger Einwohner im Bau- und Umweltausschuss des Kreistages Burgenlandkreis.
Bei der Landtagswahl in Sachsen-Anhalt 2021 kandidierte Gludau im Landtagswahlkreis Weißenfels und auf Platz 8 der Landesliste seiner Partei. Er verpasste bei einem Ergebnis von 5,4 % der Erststimmen das Direktmandat und konnte zunächst auch nicht über die Landesliste in den Landtag einziehen. Er rückte am 1. August 2023 für den verstorbenen Abgeordneten Johann Hauser in den Landtag nach. Gludau war beim Einzug in den Landtag dort der jüngste Abgeordnete. 2021 war Gludau als Kreisvorsitzender der FDP Burgenlandkreis Teil des Projekts „Wir sind Politik“ der Initiative „Wir sind der Osten“. Er ist Teil der „Kohorte 2024“ des „Young Elected Politicians Programme“, dem Young-Leader-Programm des Ausschusses der Regionen der EU. Seit Juni 2024 ist Gludau Mitglied des Stadtrats seiner Heimatstadt Weißenfels und zweiter stellvertretender Stadtratsvorsitzender.

## Mitgliedschaften
Gludau ist Gründungsmitglied des „EnergieVernunft Mitteldeutschland e. V.“ und Mitglied im „Rotary-Club Weißenfels Heinrich Schütz“ sowie der Weinbruderschaft Saale-Unstrut. Seit 2024 ist er Vorstandsmitglied der Erhard-Hübener-Stiftung, der parteinahen Stiftung der FDP Sachsen-Anhalts.